# 塞爾維亞國會大廈
塞爾維亞國會大廈（Dom Narodne Skupštine）是塞爾維亞國會的辦公場所，位於塞爾維亞首都貝爾格勒市中心。國會大廈是貝爾格勒的地標之一，也是著名的觀光景點。在1938年至2006年期間，這裡曾是南斯拉夫國會以及塞爾維亞和蒙特內哥羅國會的辦公地點。塞爾維亞國會大廈是一座新巴洛克式建築，自1907年開工至1936年竣工，修建耗時近30年。國會大廈的裝飾亦十分華麗。